# 卡拉索
卡拉索（西班牙語：Carazo），是西班牙卡斯蒂利亚-莱昂布尔戈斯省的一个市镇。总面积26平方公里，总人口47人（2001年），人口密度2人/平方公里。